# Обсада на Белград (1456)
Вижте пояснителната страница за други значения на Обсада на Белград.
Обсадата на Белград (на унгарски: Nándorfehérvár – съвременен Белград) през 1456 г. се състои от 4 юли до 22 юли. След падането на Константинопол през 1453 година, отоманския султан Мехмед II обединил своите сили за да подчини Унгарското кралство. Негова непосредствена цел била граничната крепост (на унгарски végvár) намираща се в Белград (на староунгарски Nándorfehérvár) – Белградската крепост.
Янош Хуниади, унгарски аристократ и военачалник, който е водил много битки срещу османските турци през предходните 2 десетилетия, подготвил защитата на крепостта. Обсадата внезапно прераснала в решителна битка, по време на която Янош Хуниади предвождайки внезапна контраатака опустошава турския лагер, принуждава ранения султан Мехмед II да снеме обсадата и да се оттегли. Обсадата на Белград е описана по-късно като „решаваща съдбата на християнска Европа“..

## Подготовка
В края на 1445 г., след официално помирение с всичките си врагове, Янош Хуниади започнал своята подготовка. За своя сметка той снабдил с провизии и въоръжил крепостта, поставил в нея силен гарнизон под командването на своя зет Михай Силаги (Mihaly Szilagyi) и неговия най-голям син Ласло (László), продължавайки да формира помощна освободителна армия и флот от 200 военни кораба. Тъй като никой друг аристократ не желаел да му помогне (страхувайки се повече от нарастващата сила на Янош Хуниади, отколкото от отоманската заплаха), Хуниади бил оставен изцяло на собствените си ресурси. Францисканският монах съюзил се с Янош Хуниади, Джовани да Капистрано (Giovanni da Capistrano), проповядвал за кръстоносен поход с цел да привлече селяните и доброволческа кавалерийска част от съсловието на йомените, към каузата на Янош Хуниади. Събраните войни били зле въоръжени (много от тях били въоръжени само с прашки за мятане на камъни и коси за косене), но били изпълнени с ентусиазъм, и се събрали под знамето на Янош Хуниади, ядрото на чиито сили се състояло от малка група много опитни наемници и няколко групи от благородници на коне. Всичко на всичко Янош Хуниади събрал сили, които не превишавали 25 000 – 30 000 души.

## Обсада
Преди тези сили да се съберат и организират, армията на Мехмед II (наброяваща по някои ранни изчисления 160 000, и около 60 000 – 70 000 души съгласно някои по-нови проучвания) пристигнала край Белград (Nándorfehérvár). На 4 юли 1456 г. обсадата започнала. Михаил Сзилаги (Mihaly Szilagyi) могъл да разчита само на сили от 5000 до 7000 войни в крепостта. Мехмед II разположил своята обсада в района на крепостта и започнал да обстрелва стените на крепостта на 29 юни 1456 г. Той разположил в боен ред своите сили в три сектора. Румелийския (това е Европейския) корпус разполагал с повечето от неговите 300 оръдия и неговия флот от около 200 речни кораба също разполагал с оръдия. Румелийският корпус бил разположен в боен ред на десния турски фланг, а Анатолийският корпус бил разположен на левия турски фланг. В центъра били разположени личната охрана на султана – еничарите, и неговия команден пост. Анатолийският корпус и еничарите били тежко въоръжената част от турската войска. Султанът изпратил своите речни кораби главно на северозапад за да патрулират в блатата и плитчините, за да подсигурят това крепостта да не бъде подсилена с още военни сили. Те също осъществявали надзор над река Сава на югозапад, за да не допуснат турската пехота да бъде обходена от към фланга от армията на Янош Хуниади. Река Дунав от изток била пазена от корпуса на спахиите, леката конница на султана, която имала за цел да подсигури това, десния турски фланг да не бъде обходен от дясно. Тези значителни военни сили били удържани от само 7000 войни в крепостта, и въпреки това християнските войни успявали да устоят на мюсюлманските атаки.
Когато вестта за това достигнала до Янош Хуниади, той бил на юг от Унгарското кралство, за да събира допълнително лека конница за армията си, с която възнамерявал да свали обсадата. Въпреки че относително малко от неговите близки аристократи желаели да го снабдят с войници, селяните били повече от желаещи да се присъединят към него. Кардинал Джовани да Капистрано бил изпратен към Унгарското кралство от Ватикана, както да проповядва срещу еретиците, както и срещу схизматиците – гръцките ортодоксални християни, които отказвали да подкрепят християнските сили, като самия той проповядвал за Кръстоносен поход срещу Отоманските турци. Той успял да събере голяма, но зле обучена и екипирана, селска армия, с която се отправил към Белград (Nándorfehérvár). Той и Янош Хуниади пътували заедно, но командвали поотделно. Заедно те разполагали с приблизително между 40 000 до 50 000 войни.
Силно превъзхожданите по брой защитници на крепостта разчитали главно на силата на огромната труднопреодолима Белградска крепост, която била по това време най-доброто инженерно военно съоръжение на Балканския полуостров. Тъй като, Белград бил проектиран да бъде главен град на Деспотството на Стефан Лазаревич в 1404 г., след битката при Ангора, главните работи били да се трансформира малката стара византийска крепост в много по-устойчива военна опорна точка. Тъй като, отоманските набези били очаквани, след като те се възстановили от получените тежки загуби нанесени им от Тимур, напредналите строителни техники от Византийските и Арабски крепостни модели били използвани, след като били изучени през периода на военните конфликти със селджуките в Мала Азия от средата на 11 век. Крепостта била проектирана със сложна форма с три линии на защита: вътрешната крепост със замък огромна главна кула, горният град с главните военни лагери с четири порти и двойна стена, и долният град с катедрала и градски център и пристанище на река Дунав. Резултатът от усилията бил най-сложното военно архитектурно постижение на Средните векове. След обсадата унгарците подсилили северната и източната страна с допълнителна порта и няколко кули, една от които Кулата Небойша (Nebojsa), била проектирана за артилерийски цели.
На 14 юли 1456 г. Янош Хуниади пристига до напълно обкръжения град с неговата флота по река Дунав и влиза в сблъсък с турската флота. Той разкъсва речната блокада на 14 юли 1456 г., потопявайки три големи отомански галери и пленявайки четири големи кораба и 20 по-малки кораба. С разбиването на султанския флот, Янош Хуниади вече могъл да транспортира своите войски и така нужната храна в крепостта. Отбраната на крепостта също била подсилена. Мехмед II нямал намерение да прекрати обсадата и след едноседмичен тежък артилерийски обстрел, стените на крепостта били разрушени на няколко места. На 21 юли Мехмед II заповядал да започне главното нападение срещу крепостта, което започнало по време на залез слънце и продължило през цялата нощ. Обсаждащата армия нахлула в града и след това започнала обсада на крепостта. Тъй като това бил най-решителния момент от обсадата, Янош Хуниади наредил на защитниците да хвърлят поляти с катран дървени материали и друг възпламеним материал и след това наредил всичко това да се запали. Скоро стена от огън разделила еничарите биещи се в града от техните другари опитващи се пробият през празните пространства в горния град. Яростната битка между обкръжените еничари и войниците на Михаил Сзилаги вътре в горния град се обърнала в полза на християните, и унгарците успели да отблъснат яростното нападение откъм стените на крепостта. Еничарите останали вътре в града били изклани докато турските сили се опитвали да пробият защитата на горния град, понасяйки тежки загуби. Когато един турски войник почти успял да забие султанското знаме на върха на укреплението, войн от сръбски произход наречен Титус Дугович /Titus Dugović/ (Dugovics Titusz на унгарски) го сграбчил и заедно с него се хвърлил от крепостната стена (за този героизъм сина на Янош Хуниади, унгарския крал Матияш Корвин, направил сина на Титус Дугович благородник три години по-късно).

## Битката
На следващия ден след първия пристъп се случило нещо неочаквано. Според някои описания, селските кръстоносци започнали спонтанно действие, и принудили Капистрано и Янош Хуниади да се възползват от ситуацията. Въпреки че Янош Хуниади заповядал на защитниците да не се опитват да грабят турските позиции, някои единици изпълзели от разрушените крепостни стени, и заели позиции отвъд турската линия, като започнали да дразнят вражеските войници. Турските спахии (провинциалната кавалерия) се опитала без успех да разпръсне дразнещите сили. Изведнъж още повече християни се присъединили към тези, които били вече отвън крепостните стени. Това което започнало като изолиран инцидент бързо прераснало в мащабна, решителна битка. Джовани да Капистрано (Giovanni da Capistrano), първоначално заповядал на своите хора да се върнат обратно зад крепостните стени, но скоро след това се намерил заобиколен от около 2000 кръстоносци. Тогава той ги повел към отоманските бойни линии, крещейки, „Господ, който създаде началото, ще се погрижи за края!“. Джовани да Капистрано (Giovanni da Capistrano), повел своите кръстоносци към турската армия в тил, пресичайки река Сава. В същото време, Янош Хуниади започнал отчаяно и безразсъдно нападение вън от крепостта, с цел да завземе турските оръдейни позиции в противниковия лагер. Изненадани от неочаквания обрат на събитията, както разказват някои хронисти, парализирани от неописуем страх, турците побегнали. Охраната на Султана от около 5000 еничари се опитала отчаяно да спре паниката и да завладее отново лагера си, но в същото време армията на Янош Хуниади също се врязала в непланираната битка, и турските усилия станали безнадеждни. Султанът сам водил боя и дори убил един рицар в бой един срещу един, но тогава бил ранен със стрела в бедрото и от загубата на кръв изпаднал в безсъзнание. След битката, на унгарските нападатели било заповядано да прекарат нощта зад крепостните стени, и да бъдат нащрек за възможно възобновяване на битката, но турската контраатака никога не дошла.
Под прикритието на нощта турците бързо се оттеглили, натоварвайки своите ранени на 140 каруци. В град Сарона (Sarona), султанът дошъл в съзнание. След като научил, че неговата армия е била разгромена, повечето от командващите му убити и цялата екипировка изоставена, 24-годишния владетел едва бил спрян да се самоубие като погълне отрова. Изненадващите атаки предизвикали тежки загуби и голямо безредие. Така, през времето на нощта загубилият битката Мехмед II изтеглил останалите си сили и се завърнал в Истанбул.

## Последици
Въпреки всичко, унгарските войни трябвало да заплатят скъпо за победата, тъй като в техния лагер се разпространила зараза от чума, и намиращият се там Янош Хуниади се заразил и умрял три седмици по късно на 11 август 1456 г. Той бил погребан в катедралата на град Гюлафехервар (Gyulafehérvár), тогавашната столица на Трансилвания.
Тъй като модела на крепостта показал своите преимущества по време на обсадата, само някои допълнителни подсилвания били направени от унгарците след обсадата. По-слабите източни стени, през които отоманците проникнали в горния град чрез разбиването им, били усилени чрез портата Зиндан (Zindan) и тежката кула Небойша (Nebojsa). Това били последните големи модификации на крепостта до 1521 г., когато Султан Сюлейман Великолепни най-накрая я превзел – виж обсада на Белград (1521).

## Геополитическо значение на християнската победа
Папа Каликст III наредил камбаните във всяка Европейска църква да бият всеки ден по обяд, като призив към вярващите да се молят за защитниците на града. Тъй като в много държави (като Англия и Испанските кралства), новините за победата пристигнали преди заповедта на папата, биенето на камбаните по обед се трансформирало във възпоменание за победата. Папите не оттеглили тази заповед, като и католическите и възникналите впоследствие протестантски църкви още бият камбаните по обед в християнския свят. Това не е случайно.
Последната победа на последния голям рицар на християнството – Янош Хуниади, определен за цар на България преди дългия си поход през българските земи към Константинопол през 1444 г., имала огромно значение за спасението на християнския свят от османската заплаха. Преграждайки пътя на основния османски удж през унгарската пуста към Виена и Централна Европа, храбрите защитници на крепостта спасили европейската цивилизация. По това време обединението на Испания още не било на дневен ред. Папа Сикст IV и Сикстинската капела били бъдеще, а и никой не подозирал за съществуването на нов континент на запад, както и за нов път до Индия.

## Военно-политически последици
Победата спряла настъплението на Отоманските турци към Централна Европа за 70 години, макар те да направили други нашествия като завладяването на Отранто (Otranto) през 1480 – 1481 г. и нападението над Хърватско (Croatia) и Щирия (Styria) през 1493 г. Белград продължил да защитава Унгарското кралство докато крепостта паднала в ръцете на Отоманците през 1521 г.
По време на обсадата Папа Каликст III (Pope Callixtus III) наредил обедното биене на камбаните, за да се призоват вярващите да се молят за защитниците на крепостта, но тъй като на много места вестта за победата била получена по-рано от заповедта, тя се трансформирала във възпоменание за победата, и папата модифицирал заповедта така, че тя да бъде подходяща за тази интерпретация. Оттук нататък обедното биене на камбаните все още звъни за да напомня за победата на храбрия Янош Хуниади.
След като обсадата на Белград спряла напредването на Мехмед II към Централна Европа, Моравското деспотство и Босна били присъединени към Империята. Влахия (Wallachia), Молдавия и Кримското ханство в крайна сметка били трасформирани във васални държави, само благодарение на силната военна съпротива срещу опитите на Мехмед II за завладяването им.
Имало няколко причини поради които султана не атакувал директно Унгарското кралство и поради които той се отказал от по-нататъшно напредване в тази посока след неуспешната обсада на Белград. Неуспехът при Белград показал, че Османската империя не може да се разширява по-нататък, докато Моравско и Босна не са трансформират в сигурна база за операции, още повече, че значителната политическа и военна мощ на Унгарското кралство под управлението на Матияш Корвин (Matthias Corvinus) би трябвало да предприеме нещо решително срещу такъв опит. Мехмед II бил също объркан от съпротивата на двама полунезависими васали на север от река Дунав, върху които той се опитал да упражни по-голяма власт. В книгата „Дракула – Принцът с много лица“, от Raymond T. McNally и Radu Florescku, се застъпва тезата, че Мехмед II искал да завладее Белград за да спечели достъп до Унгарското кралство по река Дунав, но бил възпрепятстван да постигне това след като бил разгромен от Влад III по време на „Нощната атака“. Султанът по-късно влязъл в конфликт със Стефан III от Молдавия, който завършил с още по-лошо поражение в Битката при Васлуй и по-късно с пировата победа при Валеа Алба. Вземайки предвид неговите агресивни амбиции, и заявления подсказващи, че той мечтае за завладяването на света, повечето историци се съгласяват с това, че Мехмед Завователя бил първоначално заинтересован да окупира Унгарското кралство и да разшири завоеванията си в Европа доколкото е възможно, но бил възпрепятстван от поражението си при Белград и сдържан от военната сила на Матияш Корвин, както и от яростната съпротива на влашките васали. Както Raymond T. McNally и Radu Florescku излагат това, че „султанът планирал да нанесе удар по основите на европейската цивилизация и събаряйки я, да я постави под свой контрол“.
Победата на Янош Хуниади при Белград и трайното наследство от неговите политически решения по протежение на османските европейски владения (поставянето на власт на Влад Дракула и Стефан III, като и двамата идват на власт във Влахия и Молдавия с подкрепата на Янош Хуниади, ведно с подкрепата за поставянето на унгарския трон на сина си Матияш (Matthias)) прави заплашителния Мехмед II много по-малка заплаха за християнството. Мечтата на Хунияди за повторно християнско завоюване на Константинопол никога не била реализирана. Янош Хуниади решил да не осъществява обсада на Константинопол, тъй като не бил достатъчно подготвен военно за да се бие с мощната армия на Мехмед II по него време, като вместо това решил да защитава Унгарското кралство и да укрепи Балканския полуостров. Неговия наследник Матияш Корвин (Matthias Corvinus) не споделял идеята за Велика война срещу турците, като също така бил достатъчно въвлечен в политически спорове със Свещената римска империя на запад, за да бъде толкова агресивен военачалник и воин като баща си, така че, неговата роля била ограничена главно до това да защитава собствената си територия и да остави Балканските лидери сами да изнесат тежестта на борбата срещу отоманските турци. Докато целта на яростната съпротива и ефективното лидерство на Янош Хуниади била да подсигури това, че дръзкия и амбициозен Мехмед Завоевателя никога да не разпростре властта си повече в Европа от Балканите нататък, султанът успял да трансформира вътрешно Отоманската империя в една от най-страшните военни сили в Европа (както и в Азия) за през следващите векове. По-голямата част от Унгарското кралство била завладяна през 1526 г. след битката при Мохач (Mohach), при това само 5 години след падането на Белградската крепост. Отоманската експанзия в Европа продължила със заплашителен успех до обсадата на Виена през 1529 г., като отоманската власт в Европа останала силна и представляваща заплаха за Централна Европа във времената до битката при Виена през 1683 г. в Голямата турска война. Едва след битката при Зента османската заплаха за Виена и Централна Европа била ликвидирана окончателно.